# Franz Weihmayr
Franz Weihmayr (* 31. Dezember 1903 in München; † 26. Mai 1969 ebenda; gebürtig Franz Xaver Weihmayr) war ein deutscher Kameramann.

## Leben
Seine fotografische Ausbildung erhielt er bis 1921 im väterlichen Porträtfotoatelier. Anschließend wurde er Kameraassistent bei der Union-Film in München. Parallel besuchte er die Staatliche Lehranstalt für Photographie.
Nach einer relativ kurzen Zeit als einfacher Kameramann 1922 und 1923 debütierte er knapp zwanzigjährig als Chefkameramann. Danach folgten mehrere Jahre in München, bis er nach Berlin ging und dort mit Leontine Sagans Mädchen in Uniform an der Seite von Reimar Kuntze seinen ersten bedeutenden Auftrag erhielt.
1932 drehte er einen Film in Polen, und zwei Jahre später arbeitete er in Palästina unter Aleksander Ford an dessen Halutzim. Nach der Machtergreifung der Nationalsozialisten übernahm er 1933 die Kamera für die Horst-Wessel-Heroisierung Hans Westmar und war bald darauf an Leni Riefenstahls Reichsparteitagsfilmen Der Sieg des Glaubens und Triumph des Willens beteiligt. Weihmayr avancierte zu einem der führenden deutschen Kameramänner. Ihm waren die Werke mit UFA-Star Zarah Leander vorbehalten.
Auch nach dem Krieg gehörte Weihmayr zu den gefragtesten Kameraleuten. Unter anderem war er für die beiden Kästner-Adaptionen Das doppelte Lottchen und Pünktchen und Anton sowie die Literaturverfilmung Liebe 47 nach Draußen vor der Tür und die restaurative Biografie Canaris verantwortlich. Er war mit der Schauspielerin Ada Tschechowa (1916–1966) verheiratet.

## Filmografie
- 1923: Dieter, der Mensch unter Steinen
- 1924: Die Galgenbraut
- 1924: Die Schuld
- 1928: Die nicht heiraten dürfen
- 1929: Auf der Reeperbahn nachts um halb eins
- 1929: Kennst du das kleine Haus am Michigansee?
- 1930: Menschen zweiter Güte
- 1930: Der Jäger von der Riss
- 1931: Mädchen in Uniform
- 1932: Dzikie pola
- 1933: Anna und Elisabeth
- 1933: Hans Westmar
- 1933: Der Sieg des Glaubens
- 1934: Wilhelm Tell
- 1934: Elisabeth und der Narr
- 1934: Halutzim
- 1934: Das verlorene Tal
- 1935: Hermine und die sieben Aufrechten
- 1935: Triumph des Willens
- 1935: Wunder des Fliegens
- 1935: Die Werft zum grauen Hecht
- 1936: La chanson du souvenir
- 1936: Fährmann Maria
- 1936: Wolga-Wolga (Stjenka Rasin)
- 1936: Moskau – Shanghai
- 1936: Das Hofkonzert
- 1937: Zu neuen Ufern
- 1937: Daphne und der Diplomat
- 1937: La Habanera
- 1938: Yvette
- 1938: Heimat
- 1938: Am seidenen Faden
- 1938: Der Blaufuchs
- 1939: Notgemeinschaft Hinterhaus
- 1939: Evtl. spätere Heirat nicht ausgeschlossen
- 1939: Die Sache mit dem Hermelin
- 1939: Das Fenster im 2. Stock
- 1939: Es war eine rauschende Ballnacht
- 1939: Das Lied der Wüste
- 1939: Meine Tante – deine Tante
- 1940: Das Herz der Königin
- 1940: Der Kleinstadtpoet
- 1940: Wunschkonzert
- 1941: Der Weg ins Freie
- 1942: Die große Liebe
- 1942: Geliebte Welt
- 1943: Damals
- 1943: Die Gattin
- 1943/47: Jan und die Schwindlerin
- 1944: Nora
- 1944/48: Fahrt ins Glück
- 1945: Erzieherin gesucht
- 1948: Wege im Zwielicht
- 1949: Liebe 47
- 1949: Amico
- 1949: Wer bist du, den ich liebe?
- 1950: Melodie des Schicksals
- 1950: Meine Nichte Susanne
- 1950: Das doppelte Lottchen
- 1951: Dr. Holl
- 1952: Das letzte Rezept
- 1952: Zwei Menschen
- 1952: Die große Versuchung
- 1953: Vergiß die Liebe nicht
- 1953: Pünktchen und Anton
- 1953: Ich und Du
- 1954: Männer im gefährlichen Alter
- 1954: Conchita und der Ingenieur
- 1954: Unternehmen Edelweiß
- 1954: Eine Frau von heute
- 1954: Canaris
- 1956: Teufel in Seide
- 1956: Wo der Wildbach rauscht
- 1957: Heiraten verboten
- 1957: Die Letzten werden die Ersten sein
- 1957: … und führe uns nicht in Versuchung
- 1958: Auferstehung
- 1958: Nackt wie Gott sie schuf
- 1959: Ein Sommer, den man nie vergißt
- 1960: Orientalische Nächte
- 1960: … und keiner schämte sich
- 1961: Vertauschtes Leben
- 1962: Der Pastor mit der Jazztrompete
- 1964: Die drei Scheinheiligen